# Miaty
Miaty – wieś w Polsce położona w województwie wielkopolskim, w powiecie gnieźnieńskim, w gminie Trzemeszno.
W latach 1975–1998 miejscowość administracyjnie należała do województwa bydgoskiego.

## Urodzeni w Miatach
- Józef Choraszewski – polski ksiądz katolicki, proboszcz w parafii farnej w Bydgoszczy (1887-1899), dziekan bydgoski[3].